# صيد الريم (مسلسل)
صيد الريم مسلسل تونسي عرض لأول مرة في رمضان عام 2008 على قناة تونس 21، وهو من إخراج علي منصور وإنتاج التلفزة التونسية. يتألف المسلسل من 20 حلقة، تدوم كل واحدة 52 د، وهو يطرح قضية التحرش الجنسي في المعامل لكنه أثار العديد من ردود الفعل السيئة خاصة من قبل العاملين بالمعامل وأوليائهم وأصحاب المعامل وبعض النقابات وأثار انقسامات في الشارع التونسي بين مؤيد ومعارض للمسلسل.

## القصة
مريم، شابة تبلغ من العمر عشرين سنة. تنقطع عن الدراسة من أجل بيع الفريكاسي في محطة سيارات الأجرة بالعاصمة لمساعدة عائلتها الفقيرة. تضطر مريم إلى ترك عملها بعد تعرضها إلى التحرش من قبل المارة وسائقي سيارات الأجرة. تجد نفسها خيّاطة في أحد معامل النسيج حيث يتحرش بها مدير المعمل رئيف إلى أن يغتصبها ذات يوم. في إحدى الليالي، تتعرض لحادث سقوط لينتهي الأمر بها في المستشفى، فتفقد طفلها ويعلم جميع أفراد عائلتها بالأمر. يحاول شقيقها (إبراهيم) الانتقام من رئيف فتنتحر مريم بعد أن خيبت آمال عائلتها.
بعد مرور خمس سنوات، تصبح عائلة مريم فقيرة بشكل متزايد، بعد مرض والدها (الطاهر) وعدم قدرته على العمل، ودخول شقيقها السجن. لذلك تقرر شقيقتها ريم، طالبة القانون، الذهاب للعمل في نفس المعمل كسكرتيرة في مكتب رئيف، لتتمكن من مساعدة عائلتها في احتياجاتها المالية، ومن أجل الانتقام لشقيقتها من رئيف. لكن الأحداث تتعقد أكثر، بعد التعرف على عدنان، مدير معمل النسيج المجاور، ذو الطبع الهادئ والطيب، وهو ابن عم رئيف الذي يساعدها في أطروحتها، إضافة إلى وقوعها في حب اسكندر، ابن رئيف.

## الشخصيات

### الشخصيات الرئيسية
- فتحي الهداوي: «رئيف مراد» مدير معمل نسيج
- رؤوف بن عمر: «عدنان مراد» مدير معمل نسيج، ابن عم رئيف
- عائشة الخياري: «مريم النوري» بائعة فريكاسي ثم خيّاطة
- سناء كسوس: «ريم النوري» طالبة قانون، شقيقة مريم
- عفاف بن محمود: «نرجس» سكرتيرة رئيف وحبيبته
- محمد علي بن جمعة: «اسكندر» طالب هندسة معمارية، ابن رئيف
- لطفي العبدلي: «سهيل» ميكانيكي آلات الخياطة في معمل رئيف
- آمال علوان: «آمال» أستاذة، زوجة عدنان
- دليلة مفتاحي: «منجية» والدة مريم وريم
- عبد العزيز المحرزي: «الطاهر» بائع شاي بمحطة سيارات الأجرة، زوج منجية، والد مريم وريم
- منال عبد القوي: «مليكة» خيّاطة في معمل رئيف، جارة عائلة مريم وصديقتها
- نعيمة الجاني: «نجمة» خيّاطة في معمل رئيف، صديقة مليكة
- ليلى الشابي: «وجيهة» سكرتيرة في معمل عدنان
- قابيل السياري: «إبراهيم» منظف سيارات أجرة، شقيق مريم وريم
- نادرة لملوم: «صباح» خيّاطة في معمل رئيف
- منية الورتاني: «دلندة» مديرة الورشات في معمل رئيف
- عيسى حراث: «سالم» والد مليكة، صديق الطاهر
- علاء الدين أيوب: «عبد الملك» سائق سيارة أجرة، ابن سالم وشقيق مليكة
- توفيق العايب: «قدّور» عامل في معمل رئيف، ثم زوج مليكة
- لطيفة القفصي: «صلّوحة» والدة قدّور، جارة مليكة

### الشخصيات الثانوية
- الياس الغرايري: «المانع» الشقيق الأصغر لمريم وريم
- نورهان بوزيان: «بسمة» موظفة بصيدلية، صديقة نرجس
- أنيسة لطفي: «دادة قمر» مُعينة منزلية في منزل رئيف
- سلوى محمد: «هنية» منظفة معمل رئيف
- توفيق الغربي: «العروسي» حارس معمل رئيف
- بياتريس قريعة: «ماريا» زوجة رئيف الإيطالية ووالدة اسكندر، المالكة الأصلية لمعامل النسيج
- حمزة التركي: «يسري» طالب هندسة معمارية، ابن عدنان وآمال
- منيار الرخامي: «درة» طالبة هندسة معمارية، زميلة يسري ثم خطيبته
- أحمد أمين بن سعد: «قيس» طالب هندسة معمارية، صديق اسكندر ويسري
- مريم ريفاي: «كنزة» رسامة وطالبة هندسة معمارية، حبيبة قيس
- حكيم بو مسعودي: «رحاب» طالب هندسة معمارية، صديق اسكندر ويسري
- رانية العنابي: «إيناس» طالبة هندسة معمارية، خطيبة رحاب ثم زوجته
- جليلة الميساوي: «شيراز» خيّاطة في معمل رئيف، حبيبة سهيل
- عايدة الفارح: «دليلة» زوجة عبد الملك
- ألفة الطرودي: «زُهرة» خيّاطة في معمل رئيف
- أسماء النخيلي: «مَي» ابنة عدنان وآمال

## وصلات خارجية
- صيد الريم على موقع IMDb (الإنجليزية)